# Kaisersesch
Kaisersesch é uma cidade da Alemanha localizada no distrito (Kreis ou Landkreis) de Cochem-Zell, na associação municipal de Verbandsgemeinde Kaisersesch, no estado da Renânia-Palatinado.